# Sikhism

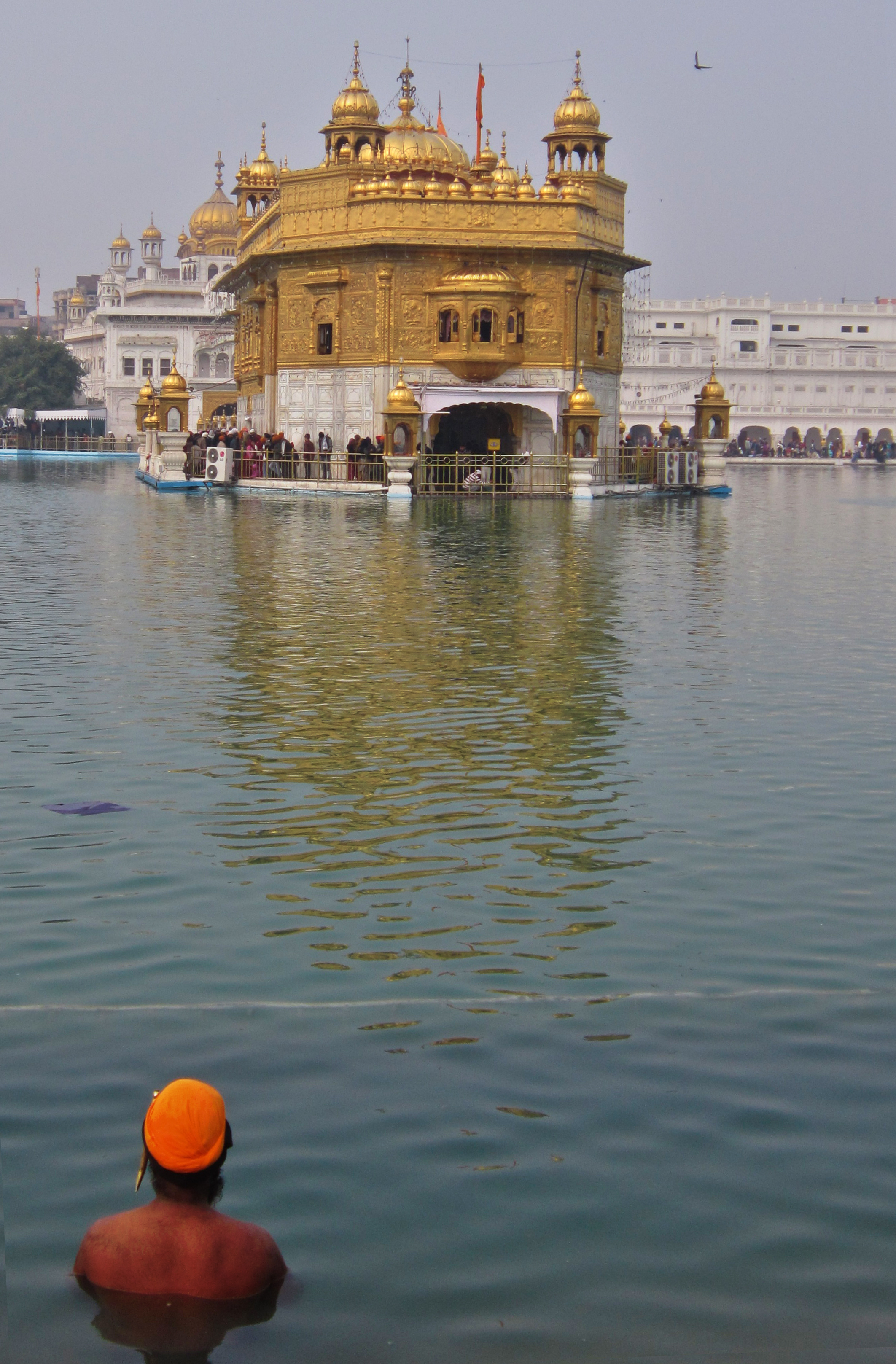
Pelerin sikh la Harmandir Sahib.

Sikhismul (punjabă: ਸਿੱਖੀ, Sikhī) este o religie monoteistă apărută in secolul al XV-lea, care se bazează pe convingerile lui Guru Nanak Dev, născut în anul 1469, în Punjab, astăzi în Pakistan. Cuvântul „sikh” înseamnă, literal, unul care învață, derivat din cuvântul "shishya", care în limba sanscrită înseamnă "discipol", "elev" sau "învățăcel". În limba punjabă, cuvântul sikh înseamnă și "a învăța".  Adepții sikhismului, respingând politeismul hindus și intoleranța musulmană, au devenit o națiune importantă cu religie proprie.
Sikhismul are astăzi în jur de 25 până la 27 milioane adepți, dintre care majoritatea locuiesc în India. Se numără printre cele mai tinere religii monoteiste din lume.
Un sikh este un discipol al scripturii Guru Granth Sahib, care reprezintă mai mult decât o carte sfântă, el este pentru sikh un îndrumător și învățător veșnic.
Sikhismul are zece guru. Fondatorului Guru Nanak i-au urmat nouă maeștri umani succesivi, iar al zecele, Guru Gobind Singh, a fost proclamat, la moartea sa, ca "guru perpetuu al credincioșilor sikh".

## Elemente distinctive exterioare

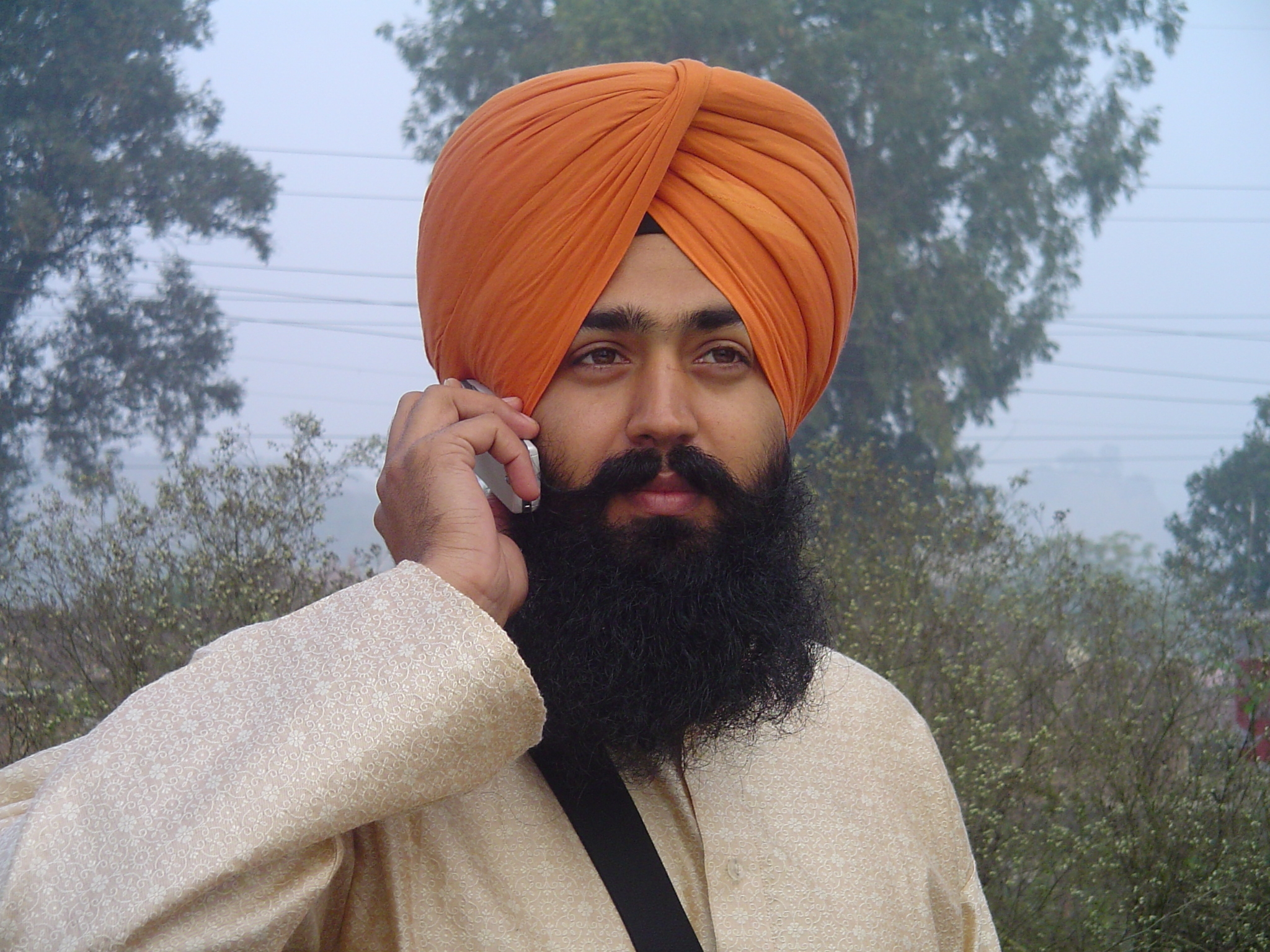
Sikh purtând turban

Elementul cel mai important și mai aparent la adepții religiei sikh este aspectul lor distinctiv: poartă turban de o formă specială (numit dastar), păr netăiat și barbă lungă, ambele bine îngrijite. Această tradiție a fost inițiată de Guru Nanak. Ceilalți nouă guru îi încurajeză pe credincioșii sikh să urmeze această tradiție.
Guru Gobind Singh a introdus o formă specială de botez, denumit 'Amrit', și le-a cerut credincioșilor sikh să poarte un anumit fel de îmbrăcăminte, ca element al disciplinei sikh și să respecte un anumit set de reguli. Setul de reguli este cunoscut ca "Cei cinci K", deoarece fiecare din termeni începe cu litera K.

### Cei cinci K

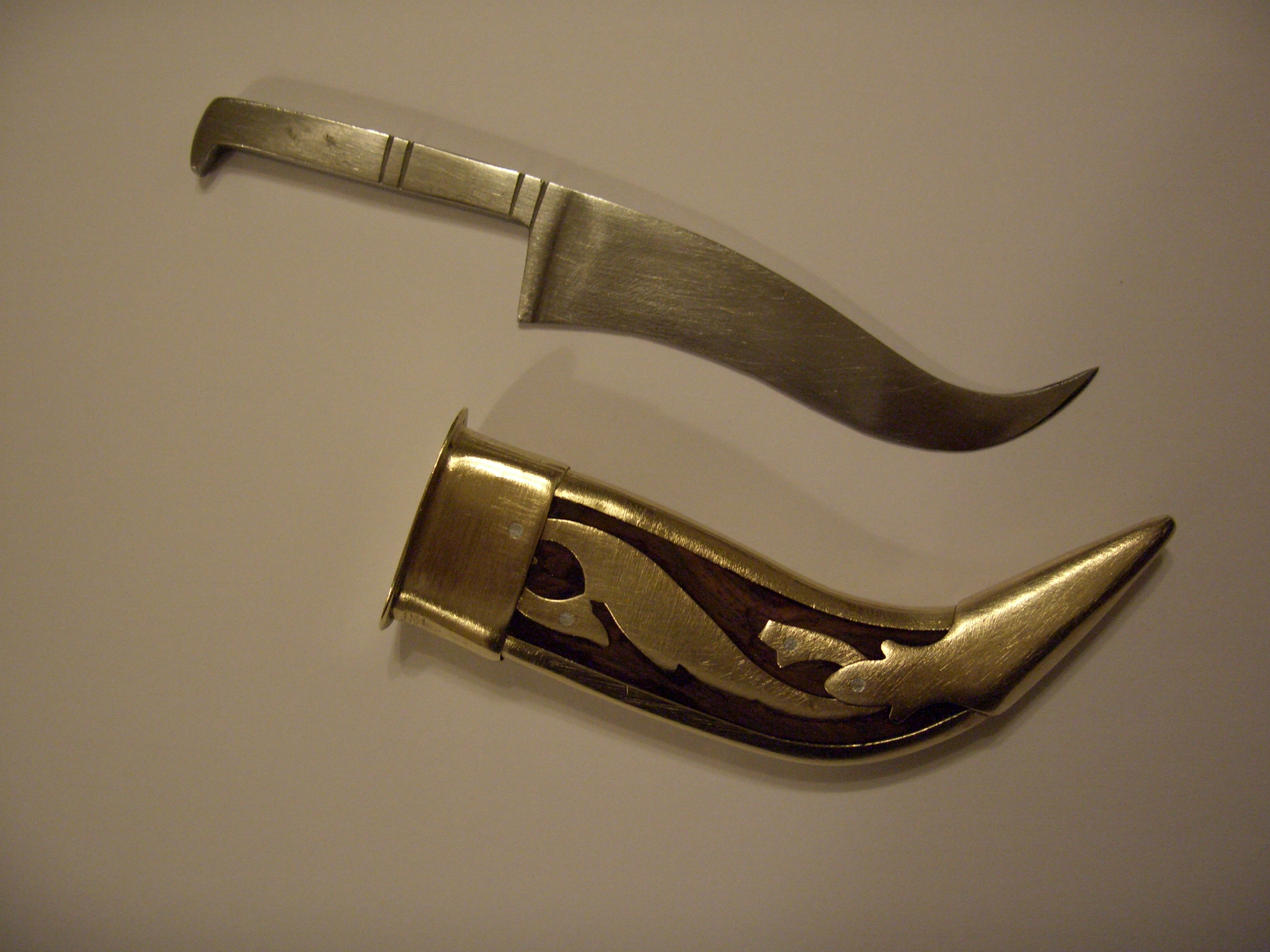
Kirpan

- Kesh înseamnă păr. Un sikh trebuie să considere părul ca pe un dar de la Dumnezeu. E un element de credință. Un sikh are datoria de bază să păstreze intact acest dar de la Dumnezeu. Părul e un simbol al credinței. Purtarea părului netăiat și bine îngrijit confirmă credința unui sikh și acceptarea de către el a voinței lui Dumnezeu și îl învață umilința și acceptarea.

- Kangha înseamnă pieptene. Fiecare sikh folosește un piptene de lemn, ce poate fi purtat permanent înfipt în păr. În afară de utilitatea practică, pieptănul este un simbol al curățeniei. Așa cum pieptenele servește la descâlcirea părului și curăță părul, așa unui sikh i se reamintește să se debaraseze de gândurile necurate, repetând în gând numele lui Dumnezeu ('NAAM').

- Karra înseamnă, literal, legătură sau vasalitate. Este o brățară specială de oțel purtată la încheietura mâinii drepte, ca o verighetă care semnifică legătura între două persoane. Karra simbolizează legătura indestructibilă între guru și credincioșii sikh, precum și legătura între aceștia. Karra este un simbol al înfrânării, care reamintește fiecărui sikh care este comportamentul ideal în cazul când simte o slăbiciune.

- Kachha este o pereche de pantaloni scurți. Este un tip de lenjerie care impune o reținere simbolică și o putere de caracter moral. Ca și pantalonii de sport, Kachha pot fi purtați fără a produce un sentiment de jenă. Sunt utili când vremea este foarte caldă sau la înot și activități sportive.

- Kirpan este o sabie, pe care credincioșii sikh o numesc astfel prin combinarea cuvintelor 'KIRPA' și 'AAN'. Kirpa înseamnă bunătate, bunăvoință, iar aan înseamnă onoare, respect, respectul de sine. Este un instrument care adaugă respectului de sine și autoapărarea. Pentru credincioșii sikh, un kirpan este simbolul puterii și al libertății spiritului. Toți credincioșii sikh care au fost botezați trebuie să poarte asupra lor un kirpan scurt. Pentru ei este o jignire să numești acest kirpan pumnal sau cuțit.[necesită citare]

## Principalele repere ale credinței ale unui sikh
În sikhism se aplică următoarele zece principii: 
- Există un singur Dumnezeu pentru toate popoarele lumii.
- Toți sunt egali înaintea lui Dumnezeu.
- Respectă toate ființele și apără-i pe cei slabi.
- Trăiește din muncă și afaceri cinstite.
- Amintește-ți că Atotputernicul ți-a dăruit viața și sprijină-te numai pe el.
- Pomenește cu regularitate numele Domnului.
- Trăiește-ți viața ca susținător al familiei, dar slujește și comunitatea cu altruism.
- Împarte-ți avutul cu cei în nevoie.
- Fii vigilent și ferește-te de forțele interne ale răului: desfrânarea, furia, lăcomia, egoismul.
- Promovează calitățile pozitive, atât personal cât și în comunitate: adevărul, compasiune, înfrânarea, umilința și iubirea.